# برج دوحه
برج دوحه، (زبان عربی: برج دوحة) که قبلاً به عنوان برج قطر یا ساختمان اداری بلند مرتبه دوحه شناخته می‌شد. , یک برج بلند مرتبه واقع در دوحه، قطر است. معمار این بنا، معمار مشهور فرانسوی ژان نوول است. در پنجمین دوره جایزه معماری خاورمیانه ۲۰۱۲، این برج جایزه «بهترین پروژه سال» را دریافت کرد.  شورای ساختمان‌های بلند و زیستگاه‌های شهری مستقر در شیکاگو در همین سال برج دوحه را به عنوان بهترین ساختمان بلند خاورمیانه و شمال آفریقا معرفی کرد.